# Stêphanô Tư Hồng Vĩ
Stêphanô Tư Hồng Vĩ (sinh năm 1975, tiếng Trung:胥红伟; tiếng Anh: Qi Hongwei), có nguồn tin đưa là Xu Hongwei, tức Từ Hoằng Vĩ là một giám mục Công giáo người Trung Quốc của Giáo hội Công giáo Rôma. Ông được bầu chọn chức giám mục chính tòa Hán Trung, nhưng sau đó tái xác nhận chức vụ giám mục phó giáo phận Hán Trung khi được tấn phong cuối tháng 8 năm 2019.

## Tiểu sử
Giám mục Tư sinh ngày 16 tháng 1 năm 1975. Tháng 9 năm 1993, ông nhập học tại tiểu chủng viện của giáo phận Vị Nam và sau quá trình học tập ba năm thì nhập học tại Chủng viện Tây An tháng 9 năm 1996.
Phó tế Tư Hồng Vũ thụ phong linh mục tháng 7 năm 2002. Từ tháng 7 năm 2004 đến tháng 6 năm 2008, linh mục Tư theo học tại Đại học Pontifical Ur lumum ở Rome (Vatican) và tốt nghiệp văn bằng về Mục vụ. Rời Rôma, ông tiếp tục nghiên cứu về vấn đề mục vụ tại Tổng giáo phận Vancover, Canada từ tháng 11 năm 2008 đến tháng 4 năm 2010.
Trờ về Trung Quốc, ông được bổ nhiệm làm linh mục chính xứ West Street, thuộc quận Hán Đài (Hantai), Hán Trung. Vào tháng 12 năm 2015, ông trở thành thành viên của Ủy ban Công giáo tỉnh, bao gồm Hội yêu nước cấp tỉnh và Hội đồng Giám mục. Trong hai năm 2012 và 2017, ông cũng là thành viên của Ủy ban Thường vụ Hội nghị Chính trị Tư vấn Nhân dân Trung Quốc tại quận Ren Hantai.
Tòa Thánh chấp thuận linh mục Tư Hồng Vĩ làm ứng viên Giám mục từ ngày 11 tháng 4 năm 2019 nhưng vài tháng sau đó, chính quyền Trung Quốc mới chịu chấp nhận đề cử này. Lễ tấn phong tân giám mục cử hành ngày 28 tháng 8 năm 2019 tại nhà thờ chính tòa Thiên thần Micae với khoảng 500 người tham dự. Khẩu hiệu giám mục của ông là: Servire in Veritate et Caritate - Phục vụ bằng Bác ái trong Chân lý.